# Emil Steiger (Botaniker)
Emil Steiger (* 9. Januar 1861 in Basel; † 31. Januar 1927 ebenda) war ein Schweizer Apotheker und Botaniker.

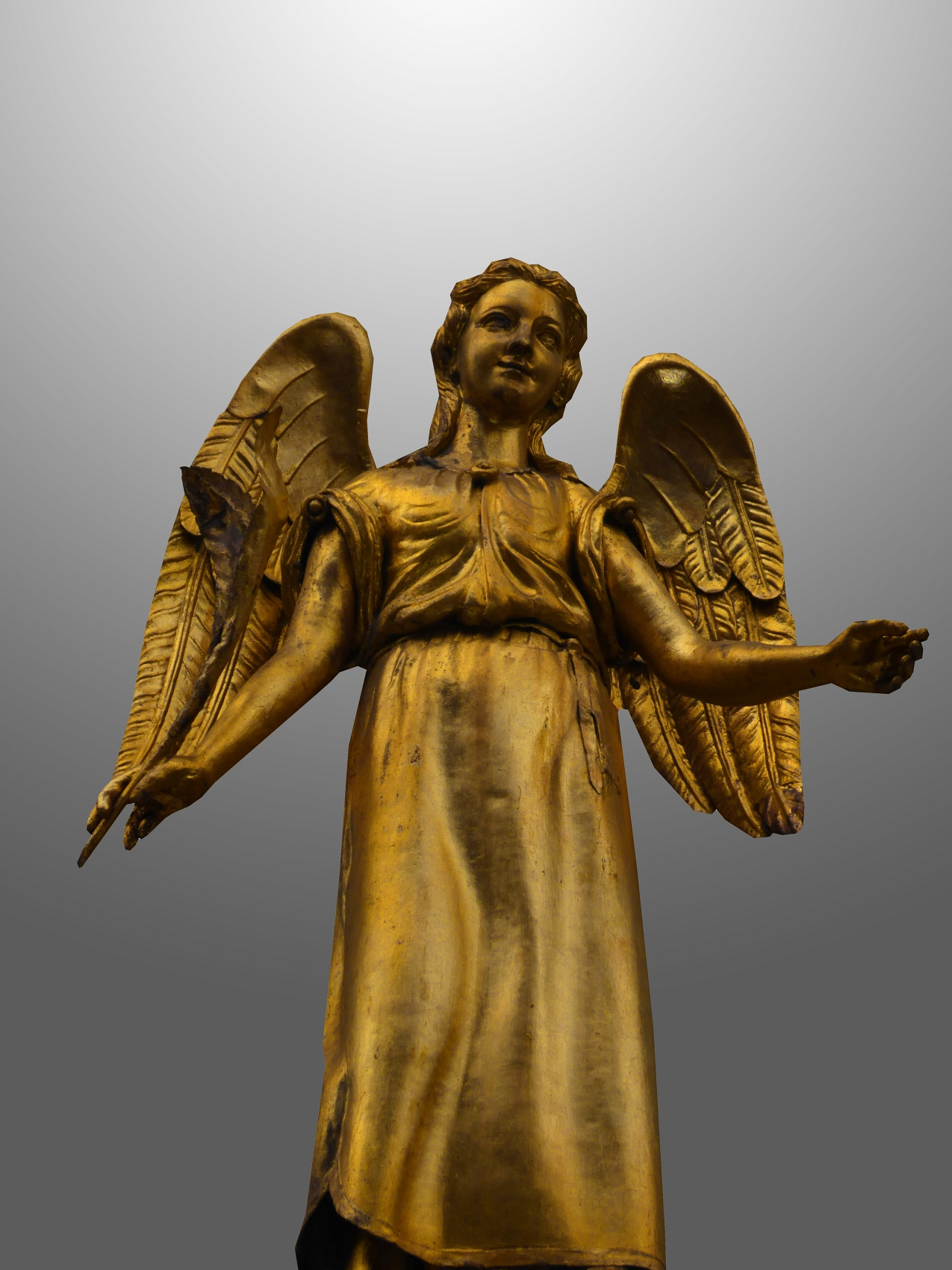
Engel-Apotheke, Bäumleingasse 4, Basel

## Leben und Werk
Emil Steiger war ein Sohn des altbaslerischen Wollhändlers Johann Friedrich Steiger und der Maria, geborene Hirzel.  
Die Familie wohnte an der Bäumleingasse 6. In den 1880er Jahren absolvierte Steiger in der benachbarten Engel-Apotheke ein Lehr-Praktikum. Da er über eine äusserst robuste Statur verfügte, wurde er in seiner Studentenverbindung «Granit» genannt.

Nach dem Praktikum hielt sich Steiger in Uetersen bei Hamburg, in den Vogesen sowie für eine Assistenzzeit in Bern auf. 1886 holte er sich das Apothekerdiplom. 1888 erwarb er die Engel-Apotheke. Das Haussymbol, ein vergoldeter spätklassizistischer Engel, ist an der Fassade der Bäumleingasse 4 angebracht. 

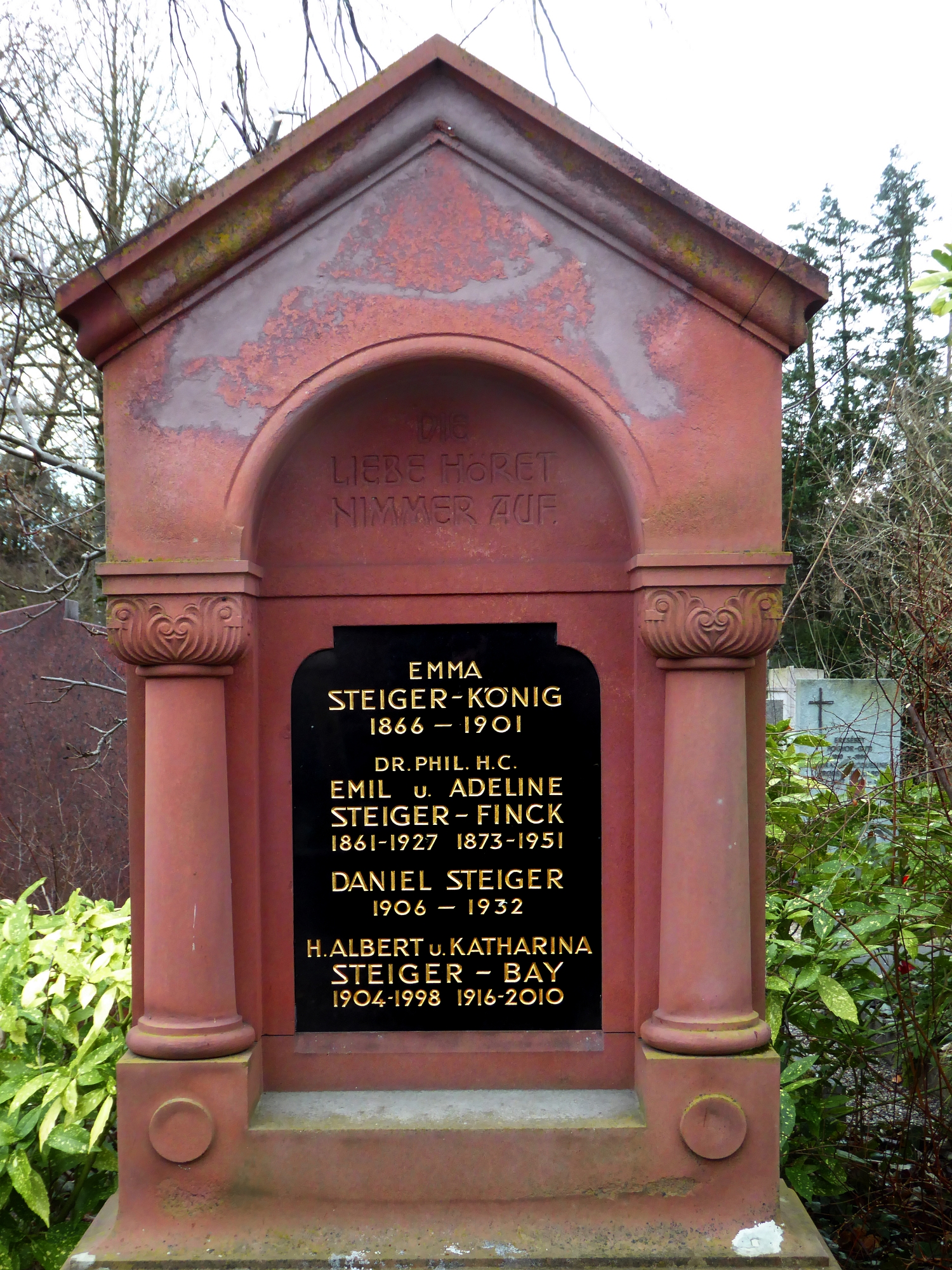
Grab auf dem Wolfgottesacker in Basel

Steiger war ein glänzender Bergsteiger und enorm ausdauernder Wanderer sowie ein begeisterter Botaniker. Als solcher war er Mitglied der Botanischen Kommission und ab 1919 deren Präsident. Zudem war er ein Förderer der Botanischen Anstalt (heute: Botanisches Institut) der Universität Basel und vermachte ihr sein bekanntes Herbarium. 1919 erhielt er den Ehrendoktor der Universität Basel. Steiger wirkte als Vorsitzender der Zunft zu Safran. 
Emil Steiger war in erster Ehe mit Emma, geborene König (1866–1901), verheiratet. Nach deren Ableben heiratete er 1902 Adeline, geborene Finck (1873–1951). Zusammen hatten sie zwei Söhne. Seine letzte Ruhestätte fand er auf dem Wolfgottesacker in Basel.